# Rafflesia keithii
Rafflesia keithii este o specie de plante parazite din genul Rafflesia, familia Rafflesiaceae, ordinul Malpighiales, descrisă de W. Meijer. Conform Catalogue of Life specia Rafflesia keithii nu are subspecii cunoscute.